# Gasparo Duiffopruggar
Gasparo Duiffopruggar (1514 – c. 1570) va ser un constructor d'instruments musicals. El seu nom de família originàriament alemany també s'escrivia amb les variants Tieffenbrucker, Tiefenbrugger, Tiefenbrucker, Teufenbrugger, Tuiffenbrugger, Deuffenbrugger, Dieffopruchar, Dieffoprughar, Duyfautbrocard, Duiffopruggar, Duiffoprugcar, Dubrocard, Dieffoprukhar, Diafoprukhar, Diafopruchar, Cascarpard, el seu nom, o també Thieffoprukhar, Cascarpard, hispàrdia, Gascarpard, etc. Es creu que Duiffopruggar va néixer prop de Füssen, a Baviera, Alemanya, i que s'havia traslladat a Lió, França, on va fer la major part del seu treball, el 1553. Va ser un dels primers a produir el violí en la seva forma moderna.
Els instruments Duiffopruggar són rars i solen ser de la família de la viola d'arc. La majoria dels instruments que porten les seves etiquetes són reproduccions imaginades dels seus instruments. Els millors exemples provenen del taller del violinista parisenc Jean-Baptiste Vuillaume. Van ser fets per a Vuillaume per Honoré Derazey (1794–1883) i venuts al públic per cobrir la demanda d'instruments més antics. Aquests instruments es poden distingir dels originals, però, per discrepàncies en les etiquetes del violí i, el que és més important, per la mà d'obra i el tipus de l'instrument.
Com que mai s'ha descobert cap violí que hagi estat fet per Tieffenbrucker, la creença actual és que "Duiffopruggar" mai va fer cap violí, sinó que gairebé només va fer llaüts i venia diferents instruments d'altres fabricants, i el seu nom es va utilitzar. per vendre una marca d'instruments comercials fets per a Vuillaume.